# Climax, Minnesota
Climax là một thành phố thuộc quận Polk, tiểu bang Minnesota, Hoa Kỳ. Năm 2010, dân số của thành phố này là 267 người.

## Dân số
- Dân số năm 2000: 243 người.
- Dân số năm 2010: 267 người.